# Plebejus argus
La niña hocecillas (Plebejus argus) es una especie de mariposa de la familia Lycaenidae.
Presenta manchas de color azul metálico en la parte inferior de las alas traseras, lo que le valió su nombre vulgar en inglés: silver-studded blue. En el Reino Unido, habita principalmente del sur de Inglaterra. Su área de distribución en el mundo se extiende a lo largo de Europa y Asia, llegando incluso a Japón. Vuela en territorio español.

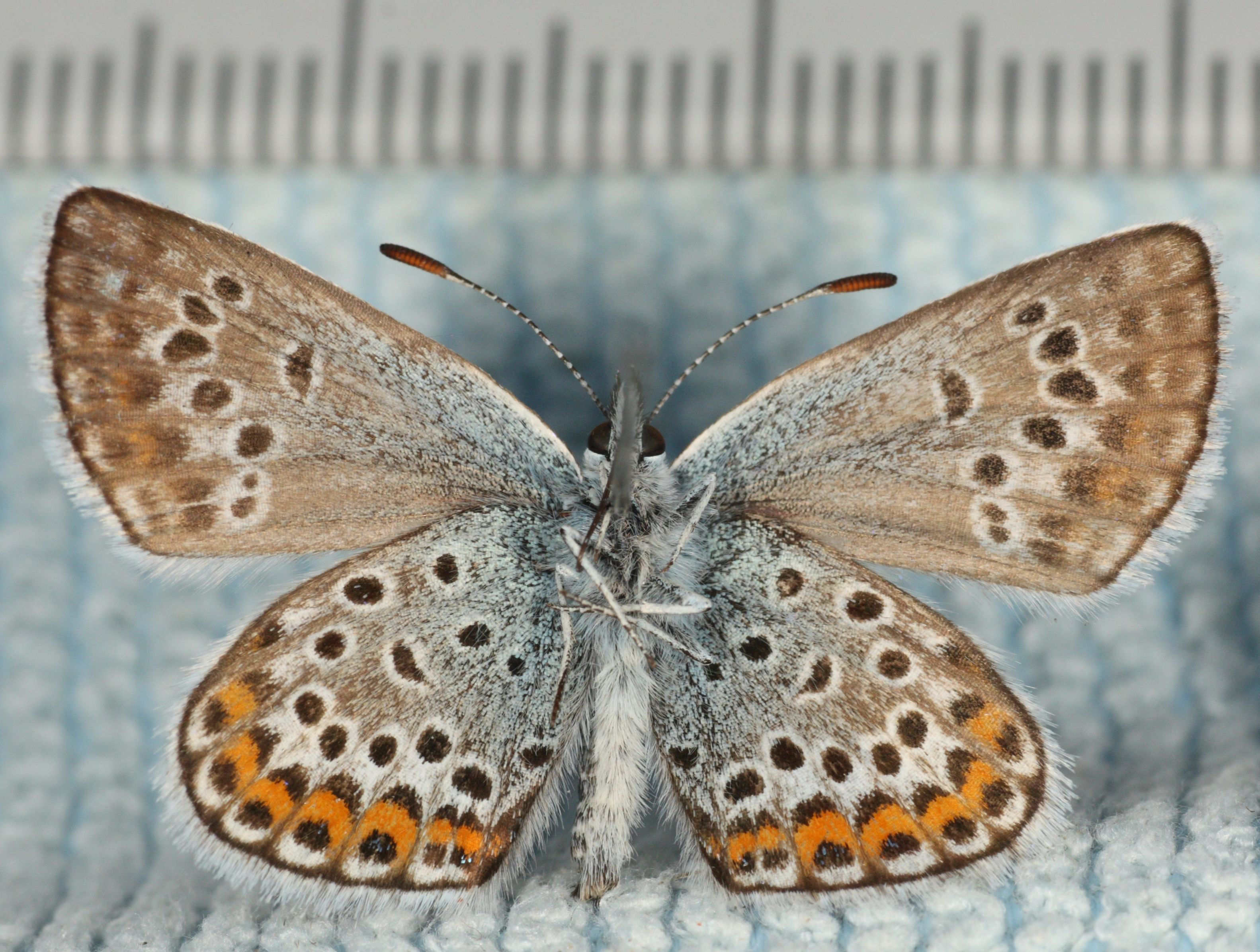
♂

## Periodo de vuelo
Vuelo bivoltino, mayo-junio y julio-agosto.

## Hábitat
Su hábitat es de lo más variado, vuela en muchos y variados tipos de terreno, húmedos y secos,  amplia distribución por alturas, también vuela por el norte y este de España, en prácticamente toda Europa, Grecia y Turquía europea.

## Mutualismo
P. argus deposita sus huevos cerca de los nidos de la hormiga Lasius niger, con la que establece una relación mutualista. La hormiga cuida a las orugas de la mariposa, protegiéndolas de depredadores y parasitoides. A su vez, las orugas segregan una sustancia, en una glándula dorsal eversible, rica en azúcares y también proteínas que sirve de alimento a las hormigas. Cuando las orugas terminan su desarrollo y se preparan a pupar, las hormigas las llevan a su nido donde las siguen protegiendo hasta que tiene lugar la metamorfosis y la emergencia de la mariposa adulta, que tiene lugar en junio.